# Infrazione (frattura)
Infrazione è un termine medico utilizzato in radiologia per indicare una frattura incompleta dell'osso.
Essa non è grave come una comune frattura, ma risulta comunque utile l'interposizione di una struttura protettiva o mobile per l'osso in questione. Infatti, se trascurata e sottoposta a un leggero sforzo o ad una comune contusione può peggiorare, diventando una frattura completa.